# Черськ (Мазовецьке воєводство)
Черськ (пол. Czersk) — село в Польщі, у гміні Ґура-Кальварія Пясечинського повіту Мазовецького воєводства.
Населення — 767 осіб (2011).

## Історія
Столиця Тройдена I, ймовірне місце народження останнього Галицько-Волинського князя Юрія ІІ Тройденовича.
Князь Януш I Старший (пол. Janusz I Starszy, зять Кейстута):
- 1386 року перевів Черськ на кульмське (хелмінське) право
- 1406 року переніс свою столицю з Черська до Варшави, а Черську колегіату — до парафіяльного костелу Усікновення святого Івана Хрестителя.[4]

У 1975-1998 роках село належало до Варшавського воєводства.

## Пам'ятки
- Костел Преображення Господнього (пол. Kościół parafialny pod wezwaniem Przemienienia Pańskiego; необароковий, 1805—1806)[5]
- Черський замок

## Відомі люди
- Миколай Лесновольський — староста черський, батько Станіслава
- Станіслав Лесновольський — польний гетьман коронний, черський каштелян.[6]

## Демографія
Демографічна структура станом на 31 березня 2011 року:
|          | Загалом | Допрацездатний вік | Працездатний вік | Постпрацездатний вік |
| -------- | ------- | ------------------ | ---------------- | -------------------- |
| Чоловіки | 366     | 69                 | 256              | 41                   |
| Жінки    | 401     | 98                 | 232              | 71                   |
| Разом    | 767     | 167                | 488              | 112                  |